# Подголосок

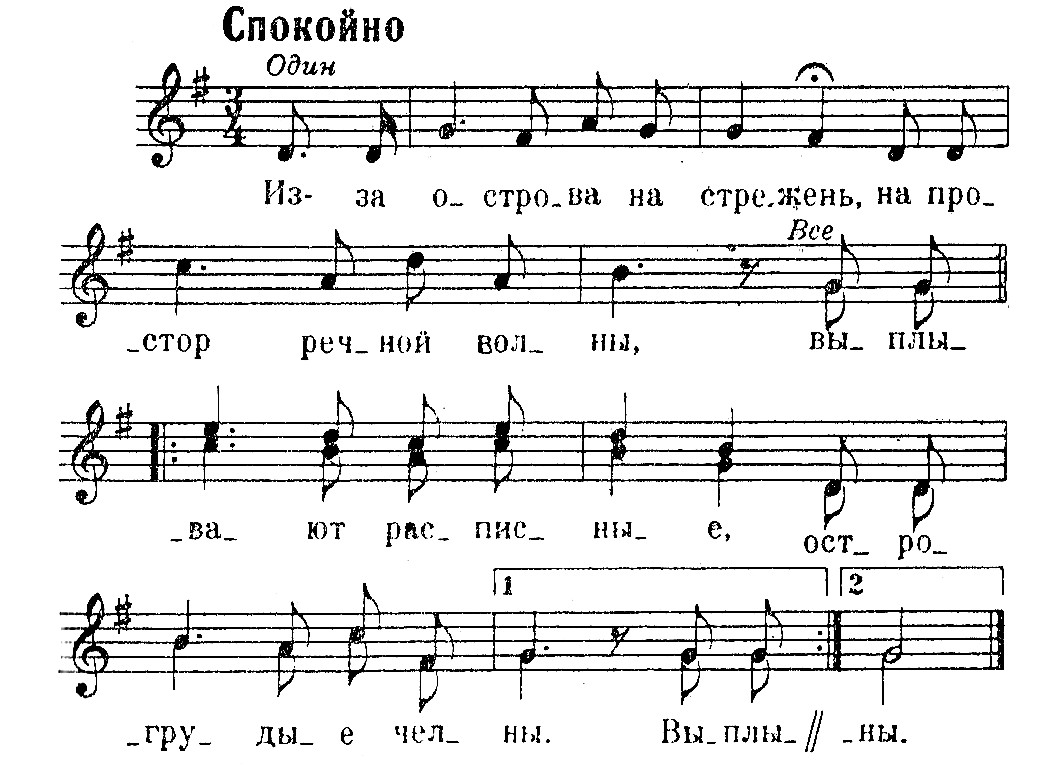
Ноты песни «Из-за острова на стрежень». Начиная с пятого такта, нижний голос отделяется от мелодии и играет роль подголоска.

Подголосок или заголосок — термин, обозначающий сопровождающий главную мелодию голос в русском хоровом пении. Применяется в основном в народном пении, поэтому является предметом изучения музыкальной фольклористики. На юге России, а также в Белоруссии и на Украине иногда называют «подводкой», на Украине также иногда «горяк», на Дону — «дишкант», в Белгородской области — «тянуть на пистон». Данный термин дал название «подголосочной полифонии».
Термин происходит от слова «голосить» и изначально обозначал подпевание основному исполнителю в более высоком регистре основную мелодию или импровизацию на её основе. В настоящее время термин обозначает подпевание как выше, так и ниже основной мелодии, поэтому разделяют верхний и нижний подголоски. Верхний обычно исполняется одним голосом, а нижний — несколькими.
Функцией подголоска является либо поддержание снизу основной мелодии голоса, либо украшение её сверху, либо создание контраста. Но иногда стилистика песни уравновешивает выразительность и самостоятельность подголоска и основной мелодии, поэтому их трудно различить.
На подголоски обратили внимание в своих сборниках народных песен Ю. Н. Мельгунов («Русские песни, непосредственно с голосов народа записанные» — М., 1879), и Н. Пальчиков («Крестьянские песни, записанные в селе Николаевке» — СПб., 1888).